# هرا
هرا (به یونانی: Ἥρα) در اساطیر یونانی، بانوی قدرت، حامی زنان و ملکهٔ آسمان‌ها بود که در غار کوه دیکته به دنیا آمد. هرا تا حدی زیبا بود که آوازه‌اش به گوش برادرش رسید و همین مسئله باعث شد زئوس برای دیدار با هرا به جزیرهٔ «اوبه» سفر کند و با یک نگاه دلباختهٔ خواهر خویش شود. زئوس خود را به فاخته تبدیل کرد و طی دستوری که به طوفان داد، هوا آنچنان نامساعد و سرد شد که هرا دلش به حال این پرندهٔ کوچک به رحم آمد و او را در آغوش کشید. زئوس در همین حین به چهرهٔ اصلی خود تبدیل شد و سپس با یکدیگر ازدواج کردند. زئوس هرا را دوست داشت اما هوس‌بازی‌های او باعث خشم و ناراحتی هرا شد و همین امر موجب شد او با کمک خدایان تاتار و گایا، تایفون را برای انتقام از زئوس به وجود آورد.
هفائستوس، آرس، هبه و ایلی‌ثیا فرزندان هرا و زئوس بودند. هفائستوس چون زشت و لنگ به دنیا آمده بود و توسط مادر خود به دریا انداخته‌شده‌بود، کینه‌ای در دل می‌پروراند و منتظر انتقام از هرا بود؛ او تختی طلایی برای هرا ساخت. هرا که مجذوب تخت شده‌بود برآن نشست و دیگر موفق نشد بلند شود. هفائستوس به المپ بازگشت تا برای نجات هرا از این ماجرا شرطی بگذارد. او آفرودیته را در مقابل رهایی هرا از تخت طلایی طلب کرد. هفائستوس به آفرودیته رسید، اما این عشق نتیجه‌ای در برنداشت و همسرش با برادرش، آرس به او خیانت کردند.
در دنیای اسطوره، نمادهایی متعلق به هرا است؛ مثلاً فاخته، گاو و طاووس جز حیواناتی هستند که به عنوان نمادهای هرا شناخته شدند. انار، تاج، عصای جواهرنشان، سوسن و لالهٔ مردابی نیز جزو همین نمادها هستند. انار برای یونانیان مظهر عشق، تولید مثل و زناشویی است؛ شاید به همین خاطر است که تصاویر بسیاری از هرا با اناری در دستانش، تاجی که بر سر دارد یا عصایی که در دستانش هست وجود دارد.
هرا، الهه‌ای با قدرت بسیار بود و حتی در برابر زئوس هم می‌ایستاد. زئوس به خاطر حسادت‌های هرا، الارا که باردار بود را در دریا پنهان کرد.
در جنگ تروا که میان یونانیان شکل گرفته‌بود و حدود ۲ سال به طول انجامید، هرا و آتنا به کمک آن‌ها رفتند. هنگامی که زئوس از این ماجرا باخبر شد بسیار خشمگین شد و در شورای خدایان خواستار صلح میان طرفین شد، اما در آخر هرا موفق شد زئوس را قانع کند و جنگ با پیروزی یونانیان به پایان رسید.
شکل‌گیری راه شیری را به افسانه‌ای نسبت می‌دهند که هنگام شیر خوردن هرکول از سینهٔ هرا ایجاد شده‌است. زئوس بدون اطلاع هرا، هرکول و هرمس را به خوابگاه هرا می‌برد و سینهٔ هرا را در دهان دو فرزند خود قرار می‌دهد، هرا در این حین بیدار می‌شود و از ترس، هرکول را از خود دور می‌کند و او را به سمتی می‌افکند؛ شیری که در این هنگام از سینهٔ هرا خارج می‌شود، باعث شکل‌گیری راه شیری می‌شود. بازی‌های المپیک نیز برای اولین بار به افتخار هرا و بر حسب سنت‌های او و توسط پلوپوس، همسر هیپودامی ایجاد شد.

## سرنوشت ملکهٔ تخت‌طلائی
کرونوس (پدر هرا)، پس از شنیدن پیشگویی هاتف‌غیبی که از خلع و رانده‌شدن کرونوس از پهنهٔ آسمان‌ها توسط یکی از فرزندانش، حکایت می‌کرد؛ شروع به بلعیدن فرزندانی که رئا (مادر هرا) به‌دنیا می‌آورد، کرد و به این ترتیب بود که هستیا، دمتر، هادس و پوزئیدون، بلعیده شدند؛ تا اینکه رئا باز هم باردار شد و در این هنگام بود که رئا قبل از به دنیا آمدن فرزندانش، به غاری در کوه دیکته، واقع در جزیرهٔ کرت رفت و در آنجا هرا و برادرش زئوس را به دنیا آورد، اما این حیلهٔ رئا تنها توانست زئوس برادر هرا را نجات دهد و هرا توسط پدرش بلعیده شد؛ تا اینکه سال‌ها بعد، زئوس پدر خود (کرونوس) را شکست داد و معجونی که همسرش متیس ساخته‌بود را به پدرش خوراند و آن زمان بود که کرونوس تمام فرزندانی را که بلعیده‌بود و حال بالغ شده‌بودند را به جهان بازگرداند و یکی از آن فرزندان هرا، بانوی قدرت و حامی زنان، الههٔ‌عروسی و ازدواج بود که پس از ازدواج با زئوس پادشاه خدایان، ملکهٔ آسمان‌ها و خدایان نیز شد. هرا اسم فرانسوی این الهه است که ریشه‌ای یونانی دارد و رومیان او را یونو خطاب می‌کردند و ماه ژوئن نیز خاص اوست.
هرا قدرتمندترین همسر زئوس، صاحب و ملکه‌ی‌تخت‌طلائی، برفراز یکی از قله‌های بزرگ المپ ساکن و مشغول لذت بردن از زندگی‌اش شد.
گفته‌شده گاهی نیز به نزدیکی آراگوس می‌رفت و در چشمهٔ کاناتس، آب‌تنی می‌کرد. براساس روایات هربار که هرا داخل کاناتس آب‌تنی می‌کرد، بکارت خود را بازمی‌یافت.
محرم اسرار هرا، ایریس یا قوس‌قزح (پیامبر خدایان) بود و هورها وظیفهٔ خدمت به هرا را برعهده داشتند.

## هرا و زئوس

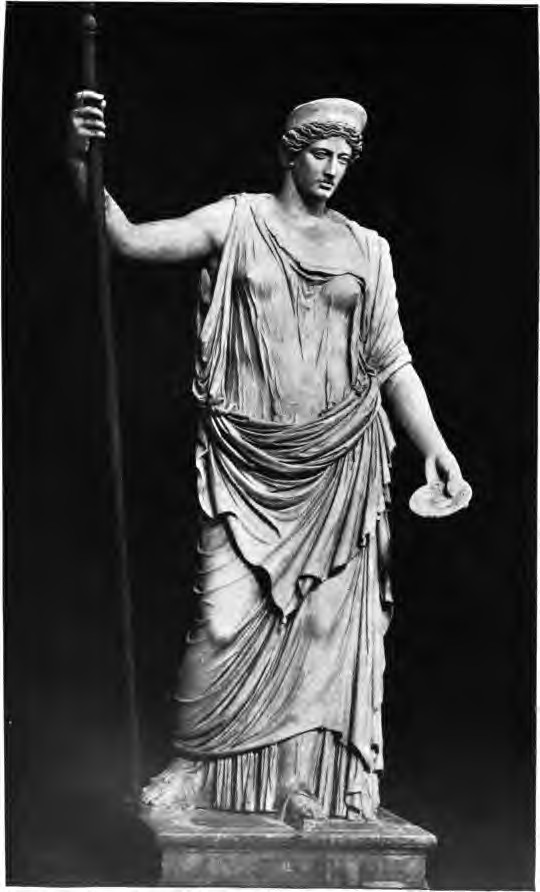
هرا، الههٔ بارداری (موزهٔ واتیکان)

تقریباً تمام روایت‌های کهن تاییدکنندهٔ این نظراند که همسر قانونی و اصلی زئوس، هرا (خواهرش) است. زئوس با کمک همسرش متیس، خواهران و برادرانش را نجات‌داد و به جهان بازگرداند. هرا که دختر بالغ و زیبایی شده‌بود، به قلهٔ تروناکس (کوه تاج) رفت و دور از دیگر خدایان به زندگی‌اش پرداخت؛ تا اینکه آوازهٔ زیبایی بی‌همتای او به گوش برادرش، زئوس رسید و زئوس برای دیدن هرا به جزیرهٔ اوبه رفت و در یک نگاه دلباختهٔ خواهرش شد و زمانی که هرا را تنها دید، خود را تبدیل به کوکو (فاخته) سفیدی کرد و سپس چون زمستان بود به طوفان دستور داد که کولاک به‌پا کند و شروع به ناله کرد. هرا که دلش به حال پرندهٔ کوچک سوخته‌بود، آن را به آغوش کشید و به سینه فشرد؛ در همین هنگام بود، که زئوس به قیافهٔ اصلی خود بازگشت و با دادن قول ازدواج به هرا، رابطه‌شان را آغاز کرد. آن‌ها برای بستن پیمان ازدواج به (گارگار)، قلهٔ کوه آیدا رفتند و بعد میهمان اوکئانوس (خدای اقیانوس) شدند و زندگی مشترکشان را در دورترین کرانه‌های اقیانوس آغاز کردند و گایا به عنوان هدیهٔ عروسی سیب‌های زرینی به هرا داد و گفته‌شده‌است که علاقهٔ هرا به آن‌ها در حدی بود که باغی از آن سیب‌های زرین در آخر زمین به وجود آورد که بهاری جاودان داشت.
زندگی این دو خدای المپ پر از فراز و نشیب و پر از عشق و خشم است؛ خشم هرا، زمانی صورت می‌گیرد که انتظار دارد زئوس به ازدواج و رابطه‌شان پایبند باشد؛ اما زئوس با وجود هوس‌بازی و رفتارهای خشن و ناهنجارش، همیشه در برابر هرا نرمی و ملایمت را پیشه می‌ساخت.
عشق زئوس به هرا در حدی بود که خشم و کینه آتنا (دختر زئوس) را هم برمی‌انگیخت؛ در قسمتی از ایلیاد، زئوس به هرا می‌گوید که وی را بیشتر از هفت همسر دیگرش دوست دارد و در بخشی دیگر، زمانی که هرا دلبرانه، خود را می‌آراید و لباسی که آتنا برایش دوخته به‌تن می‌کند و به‌سوی زئوس می‌رود؛ زئوس فریاد سر می‌دهد که: 
| « | قسم به‌روح پدرم که تا به امروز هیچ وقت بر آسمان و زمین زنی ندیده‌ام که این‌طور قلب مرا به تپش افکنده‌باشد. | » |

 با وجود این همه عشق و محبّت، هوس‌بازی‌های زئوس هرای وفادار را به حسادت می‌کشاند و این حسادت و خشم تا جایی ادامه می‌یابد که هرا با کمک خدایانی که در تارتار بودند و مادربزرگش گایا، تایفون را به وجود آورد تا از زئوس انتقام هوس‌هایش را بستاند.

### فرزندان هرا و زئوس
حاصل ازدواج هرا و زئوس دو پسر به نام‌های هفائستوس، آرس و دو دختر با نام‌های هبه و ایلی‌ثیا است.
- هفائستوس: خدای صنعت و آتش است. او هنگامی که به‌دنیا آمد، زشت و لنگ بود و مادرش، هرا او را به داخل اقیانوس انداخت اما دختر اقیانوس، او را نجات‌داد. هفائستوس نه سال بعد زمانی که صنعتگر ماهری شده‌بود، برای گرفتن انتقام از هرا تختی از طلا ساخت که شاهکار صنعت و هنر بود؛ سپس آن را به‌صورت ناشناس به المپ فرستاد. هرا که مجذوب تخت‌طلائی شده‌بود، بر روی آن نشست اما هر چه تلاش‌کرد دیگر نتوانست از روی آن بلند شود و این گونه بود که هفائستوس به المپ آورده‌شد و با شرط ازدواج با آفرودیته حاضر به آزاد کردن هرا شد. چندی بعد زمانی که در دعوای زئوس و هرا، از هرا طرفداری کرد، زئوس خشمگین پای او را گرفت و از المپ به پایین پرت کرد و پای دیگرش نیز لنگ شد. هفائستوس که از المپ دل‌زده شده‌بود، به همراه آفرودیته بر روی زمین به زندگی‌اش ادامه داد؛ تا اینکه برادرش آرس و آفرودیته به او خیانت کردند و دستشان رو شد آفرودیته خیانتکار گریخت و به جزیرهٔ قبرس رفت.[۱۶][۱۷]
- آرس: یا مارس، خدای‌جنگ و خشونت بود و بی‌رحمیش او را نزد خدایان و مردم خدایی منفور کرده‌بود، به طوری که حتی پدرش زئوس هم او را ناهنجار می‌نامید.

هومر در ادیسه ذکر می‌کند که تنها آفرودیته بود که توانست، محبّت آرس را به خود جلب‌کند و زمانی که در زنجیره پولادین و نازکتر از مویی که هفائستوس ساخته بود، به همراه آفرودیته گیر کرد و مورد تمسخر خدایان کوچک و بزرگ قرار گرفت، با خشم و خجالت به کوه‌های دور دست ترکیه پناه‌برد.
- هبه: که به معنای نشاط جوانی است، الههٔ نشاط و جوانی است که با هرکول ازدواج کرد و صاحب دو پسر شد.

هبه در جشن‌های خدایان با شراب مخصوص و مائده‌های آسمانی به پذیرایی می‌پردازد تا جوانی و عمر جاودان به آنان هدیه‌دهد.
- ایلی‌ثیا: فرزند دیگر هرا و زئوس، الههٔ زایمان است و در هنگام وضع‌حمل به کمک زنان باردار می‌رود و درد زایمان را از آن‌ها دور می‌کند.[۲۱][۲۲][۲۳]

### فرزندان هرا
براساس روایات هرا قدرت آن را داشته که بدون همخوابگی با مردان، صاحب فرزند شود.
زمانی که زئوس از سر خود آتنا را به‌دنیا می‌آورد، هرا برای انتقام تصمیم‌می‌گیرد که بدون داشتن رابطه با زئوس صاحب فرزندی شود؛ که برای این اتفاق روایات متفاوتی وجود دارد.

#### تولد تایفون
هومر معتقد است، زمانی‌که زئوس به دنبال پیش‌گویی هاتف، مبنی براینکه متیس فرزندی خواهد داشت که او را تباه می‌کند؛ همسر باردارش را بلعید و از آن زمان گرفتار سردردی دشوار شد، تا اینکه هفائستوس با تبر بزرگ خود ضربه‌ای به سر زئوس می‌زند و سر زئوس شکافته می‌شود و آتنا با فریادی خشن، درحالی که سراپا غرق در سلاح بود، به دنیا می‌آید.
هرا که پر از حسادت شده‌بود، با خشم به سوی المپیان می‌رود و به آنان می‌گوید:
| « | ای‌خدایان! ای الهگان! همه به من گوش فرا دهید. به یاد داشته‌باشید که زئوس سلطان پهنهٔ آسمان‌ها چگونه به من توهین کرده‌است. او بدون وجود من آتنا را که دارای چشم‌هایی سبز رنگ است به جهان آورده تا بین جاودانان به سعادت و شادکامی زندگی کند در حالیکه جگرگوشهٔ من هفائستوس از سلامت جسم محروم شده‌بود و به همین سبب به دست خود او را به دریا انداختم ولی تتیس دختر نره به همکاری خواهرش او را از دریا گرفتند و مورد محبت قرار دادند. اه! ای‌کاش تتیس برای خوش‌آمد به خدایان کار دیگری انجام داده بود و ای کاش زئوس بدون وجود من آتنا را به جهان نمی‌آورد. مگر من نمی‌توانستم صاحب فرزند شوم که او به زنان دیگر روی آورده‌است؟ زئوس! جاودانان مرا همسر واقعی تو می‌دانند، ای سلطان آسمان‌ها! از هم‌اکنون باید بدانی که برای محو قدرت بی‌انتهای تو من به هرکاری دست خواهم‌زد و از این لحظه سعی خواهم‌کرد فرزندی داشته‌باشم که بین جاودانان چون خورشید بدرخشد و برای انتقام گرفتن از تو، آن پسر را بدون همخوابگی با تو خواهم زایید… | » |

سپس خشمگین به سوی مادربزرگش گایا می‌رود و ادامه می‌دهد:
ای‌پهنهٔ بیکران زمین! ای‌آسمان و ای خدایانی که در تارتاروس زندگی‌می‌کنید، ای تیتان‌ها! مرا دریابید و بدون همخوابگی با زئوس پسری به من عطا کنید که از حیث قدرت از او برتر باشد همچنانکه زئوس از پدرش کرونوس برتر بود.
از آن‌پس هرا نه ماه با زئوس همبستر نشد و بعد از نه ماه آرزویش برآورده شد و تیفون‌دلف به دنیا آمد، که نه شبیه انسان‌ها بود نه شبیه خدایان و تنها از لحاظ ویران‌کنندگی با زئوس برابر بود.

#### هفائستوس لنگ
در سایر افسانه‌ها ذکرشده، هنگامی‌که زئوس آتنا را به‌دنیا آورد، هرا خشمگین شد و بدون آمیزش با مردی، هفائستوس را به‌دنیا می‌آورد و وقتی فرزندش را زشت و لنگ می‌بیند او را به داخل اقیانوس می‌اندازد.

## نمادهای هرا

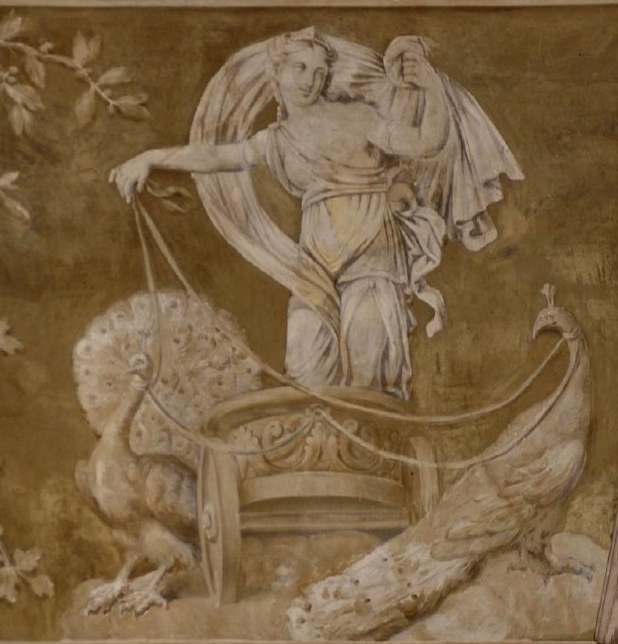
طاووس‌ها در حال به حرکت درآوردن ارابهٔ هرا

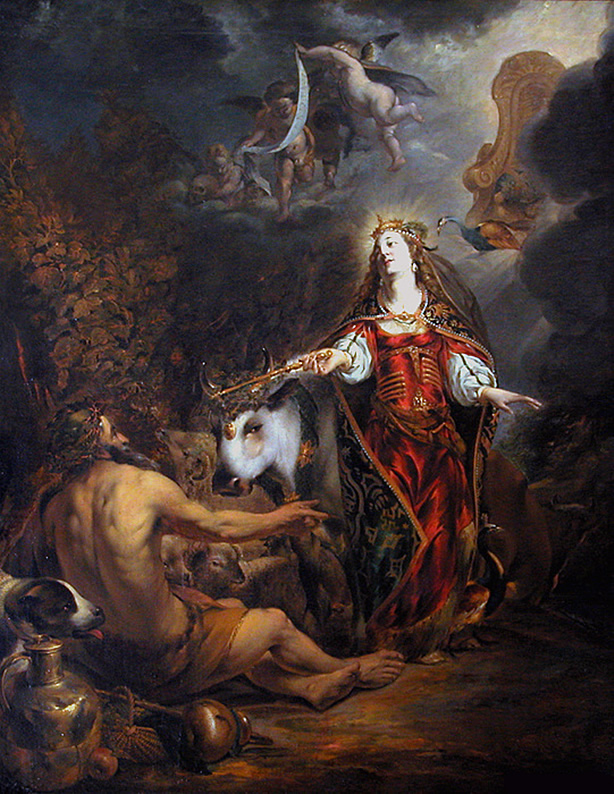
ایزد بانو هرا همراه باگاوی در سمت چپ و طاووسی در سمت راست که از نمادهای او هستند

در دنیای اساطیر و اسطوره‌ها برخی چیزها مخصوص هرا هستند و نام او را با خود می‌کشند، چیزهایی که یادآور هرا و روایاتی از او هستند و گاهی او را در مجسمه‌ها و نقاشی‌ها نیز همراهی می‌کنند.
این نمادها گاهی حیوانی‌اند و گاهی یک شی هستند و در برخی مواقع نوعی میوه؛ که در اینجا به اختصار، به آن‌ها می‌پردازیم.

### نمادهای حیوانی
افرادی که با ایزد بانو هرا و اساطیر آشنایی دارند، با شنیدن نام برخی حیوانات یا دیدنشان، احتمالاً تصویر هرا در ذهنشان مجسم خواهدشد.
حیواناتی که هر یک به شیوه‌ای نمایانگر هرا هستند، عبارتنداز:
فاخته (کوکو)، گاو، طاووس.
- فاخته: فاخته از آن حیواناتی است که تنها نامش یادآور هرا و شروع رابطه‌اش با زئوس است.

هنگامی که زئوس خواهرش هرا را دید و شیفته‌اش شد با حیله، خود را تبدیل به فاخته‌ای کوچک کرد و به او نزدیک شد، هرا که پرندهٔ کوچک را ضعیف و نالان در سرمای زمستان دید او را به آغوش کشید و در این هنگام بود که زئوس به شکل اولیهٔ خود بازگشت و رابطه‌اش را با هرا آغاز کرد، بعدها این فاخته برروی عصای جواهرنشان هرا قرار گرفت.
- گاو: در روایات از گاو به‌عنوان حیوان مقدس هرا نام برده شده و هومر لقب «گاو چشم» را برای هرا به کار برده؛ گفته شده هرا دارای چشمانی بسیار زیبا بود.[۳۷]
- طاووس: معمولاً در نقاشی‌هایی که از هرا کشیده می‌شود؛ طاووس که مظهر غرور و خودنمایی است یا پر طاووس هم دیده می‌شود، که در پشت این تصاویر روایت دیگری از حسات‌های هرا و هوس‌بازی‌های زئوس وجود دارد.

در این باره روایت متفاوتی وجود دارد اما تمام روایات، پایانی تقریباً یکسان دارند، داستان اینگونه آغاز می‌شود که زئوس، پادشاه خدایان ایو را هنگامی که خواب بود می‌بیند و دلبستهٔ او می‌شود و هرا برای اینکه ایو را از همسرش زئوس دور کند ایو را به شکل ماده گاوی درمی‌آورد، اما زئوس هم خود را به ورزا (گاو نر) تبدیل می‌کند. در روایتی دیگر زئوس برای آن که خود و ایو را از دید هرا دور کند، ابرهای سیاه را در اطراف محلی که در آن ساکن بودند جمع کرد ولی هرا که به شک افتاده‌بود به آن جا می‌رود و زئوس قبل از آن که هرا به محل برسد، ایو را تبدیل به گاو ماده‌ای می‌کند؛ هرا که بسیار زیرک بود، فریب نمی‌خورد و از همسرش می‌خواهد که گاو را به او هدیه دهد و زئوس به ناچار ایو را که تبدیل به گاو شده بود به هرا می‌دهد، پس هرا نگهبان گله‌اش آرگوس صد چشم را به مراقبت از او می‌گمارد؛ زئوس که قصد داشت به هر طریقی آیو را نجات دهد، هرمس را که بسیار هوشمند بود مأمور کرد تا او را نجات دهد.
به این ترتیب بود که هرمس خود را به شکل چوپانی درمی‌آورد و با نواختن موسیقی تمام چشم‌های آرگوس را می‌بندد و او را خواب می‌کند و بعد سر او را می‌شکند و این‌گونه می‌شود که هرا چشم‌های آرگوس را جدا و بر پرهای طاووسش نصب می‌کند و از آن پس طاووس عنوان حیوان مورد علاقهٔ هرا، را می‌گیرد؛ به گونه‌ای که در برخی تصاویری که از هرا موجود است، طاووس‌ها ارابهٔ وی را می‌کشند.

### اجسام و میوهٔ ویژهٔ هرا
- انار: انار میوه‌ای است که یونانیان آن را مظهر عشق، تولیدمثل و زناشویی می‌دانند به همین خاطر دور از ذهن نیست که در تصاویری که از هرا موجود است؛ همواره اناری در دست وی قرار دارد.[۴۱]
- تاج: تاجی[پ ۲۱] است با استوانه‌ای به سمت بالا که همه جا بر سر هرا خودنمایی می‌کند و نمایانگر ملکه[پ ۲۲] بودن او است.
- عصای جواهرنشان: عصای سلطنتی[پ ۲۳] جواهرنشان که فاخته‌ای بر آن خودنمایی می‌کند و در دستان هرا قرار می‌گیرد.[۴۲]
- سوسن و لالهٔ مردابی: سوسن[پ ۲۴] و لالهٔ مردابی[پ ۲۵] گل‌های مورد علاقهٔ ایزدبانو هرا هستند.

## خشم، قدرت و شجاعت
هرا در بین خدایان قدرت زیادی داشت و ازدواج او با زئوس برابر بود با شریک شدن هرا در قدرت شاه خدایان با این که قدرت زئوس در سراسر آسمان و زمین نمودار بود اما هرا همسرش نه تنها در برابرش می‌ایستاد بلکه گاهی از او سرپیچی هم می‌کرد.
هومر نقل می‌کند که هرا پس‌از یک نزاع شدید رو به زئوس می‌گوید:
«خشم تو باعث دلسردی من است در حالیکه هرگز از فریادهای تو هراسی در دل ندارم.»
حسادت هرا باعث شد که علیه زئوس توطئه کند، البته خشم و حسادت هرا بیشتر متوجه معشوقان و فرزندان زئوس بود؛ خشم هرا در روایات همچون سنگی است که راه آب‌روان را سد می‌کند.
این احساسات هرا حتی گاهی اوقات خدای بزرگ المپ را هم می‌ترساند به‌گونه‌ای که او مجبور می‌شد خود دست به کار شود؛ هنگامی‌که الارا باردارشد زئوس از ترس حسادت هرا، آلارای باردار را در اعماق زمین پنهان کرد یا آن زمان که سمله را دید به‌سوی او رفت و فرزندش را از رحمش بیرون کشید و تا وقتی که زمان به‌دنیا آمدنش برسد، آن را در ران خود قرار داد و زمانی‌که قصد داشت به اوروپ نزدیک شود، ترس از حسد هرا باعث شد خود را به شکل گاو نری در بیاورد و البته که وقتی آلکمنه، هراکلس را باردار شد، زئوس از بیم آن که هرا به فرزندش آسیبی نزند، پسر دیگری نیز به آمفیتروئون و آلکمنه داد و وانمود کرد که هرکول نیز فرزند آن دو است.
در برخی روایات نیز زنانی دیده‌می‌شوند که خشم زئوس را به آتش حسادت هرا ترجیح‌می‌دهند و به سینهٔ‌زئوس دست رد می‌زنند، یکی از این زنان تتیس دختر نره و دریس بود که از ترس هرا حاضر نشد با زئوس رابطه برقرار کند؛ اما با تمام این‌ها حسد هرا دامن خیلی‌ها از جمله؛ لتو که ۹ روز درد زایمان کشید و آوارهٔ اقیانوس‌ها شد یا مایا دختر اطلس که المپ را ترک کرد و به کوه سلین پناه برد و سمله‌ای که با حیلهٔ هرا سوخت و جان داد، را گرفت.

## حسادت‌های ماجراساز

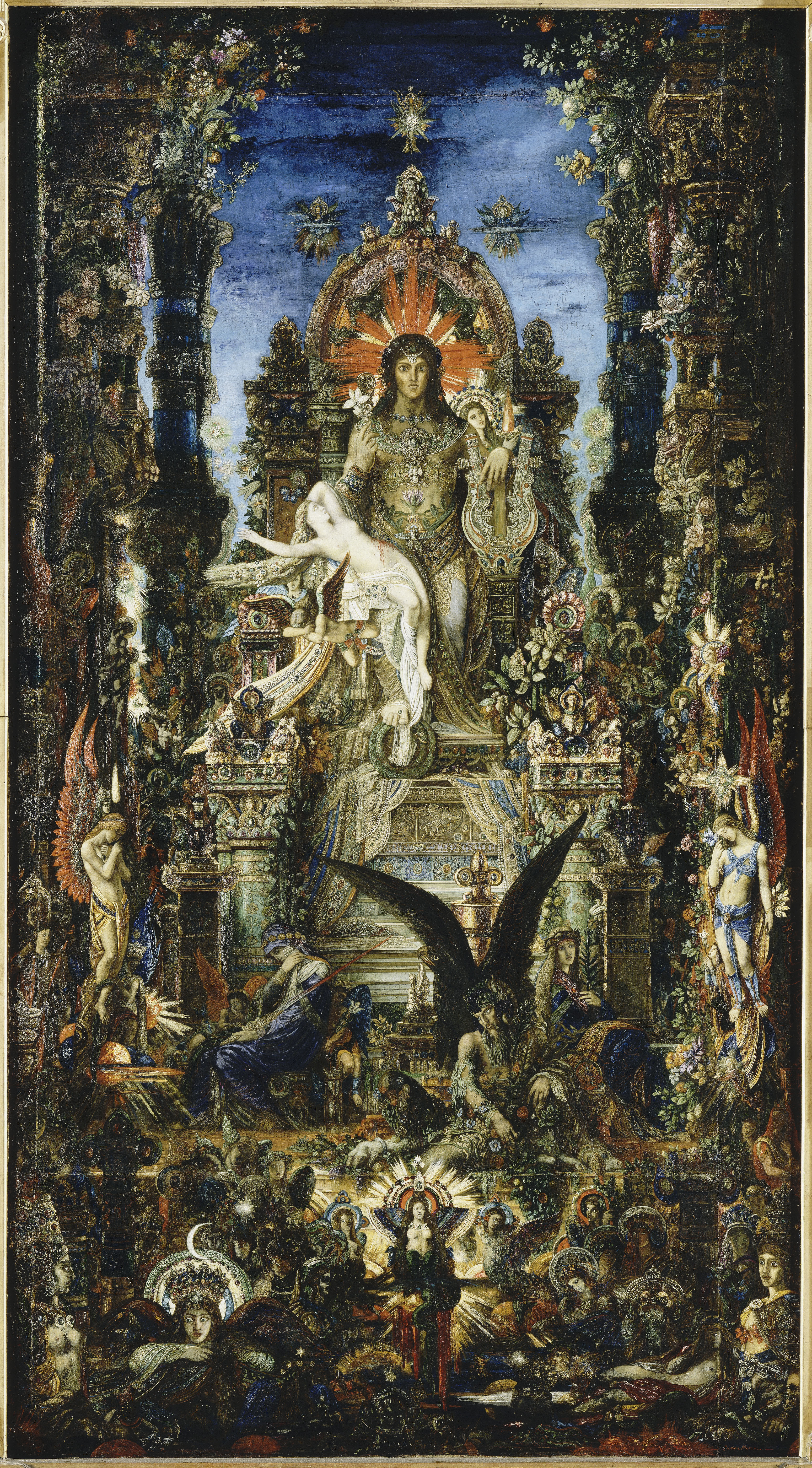
سلمه و ژوپیتر

حسادت و خشم هرا در زندگی بسیاری از معشوقه‌ها و فرزندان زئوس تغییر ایجاد کرد و بسیاری از آنان را به‌سختی و حتی مرگ کشاند، از جمله این معشوقه‌ها سمله و فرزندش دیونیزوس، لتو و فرزندانش آپولون و آرتمیس هستند، که به سبب حسد هرا زندگیشان دستخوش تغییراتی دشوار شد.
- سمله: سمله معشوقهٔ فانی زئوس، هنگامی‌که دیونیزوس را باردار شد مورد خشم و حسادت ملکهٔ خدایان، هرا قرار گرفت. هرا خود را به‌شکل پیرزنی روستایی درآورد و به سوی سمله رفت و با حیله و مکر خود به او گفت که از پدر فرزندش بخواهد که خود را با تمام قدرتش بر او ظاهر کند، سمله که وسوسه شده‌بود این را از زئوس خواستار شد و زئوس به او قول داده‌بود که خواسته‌اش را برآورده کند، زمانی که نتوانست او را منصرف کند، به ناچار خود را با تمام شکوه خدایی‌اش بر او نمایان کرد و سمله سوخت. زئوس به سرعت کودک نارس را از شکم سمله خارج‌کرد و درون ران خود قرار داد تا زمان تولد کودک فرا رسد، اما دیونیزوس پس‌از تولد هم از حسادت هرا مصون نماند و زئوس او را به شکل بچه‌بزی درآورد و حوری‌ها را مأمور تربیت او کرد.[۴۹][۵۰][۵۱]
- لتو: هنگامی که لتو همسر زئوس آپولون و آرتمیس را باردار بود، مورد حسادت و نفرت هرا قرارگرفت. هرا به زمین دستور داد که نگذارد لتو در هیچ‌یک از نقاط زمین که خورشید برآن می‌تابد زایمان کند و این‌گونه بود که تمام نقاط زمین از بیم خشم هرا پذیرای لتو و فرزندانش نشدند و به این دلیل بود که لتو بر روی زمین به دنبال جایی برای زایمان سرگردان شد؛ تا اینکه به‌جزیرهٔ متحرک دلس (Delos) رسید و در آنجا توانست زایمان کند و جزیره به پاس کردار نیکش بعدها ساکن‌شد. درد زایمان لتو نه شب و نه روز طول کشید، زیرا الیتی به خواست مادرش هرا به کمک او نرفت، درحالی که زایمان لتو وابسته به حضور الههٔ‌زایمان بود.

در ابتدا نه تنها ایلی‌ثیا بلکه هیچ‌کدام از الهگان المپی، از ترس انتقام هولناکی که هرا به آن تهدیدشان کرده‌بود، به کمک لتو نرفتند اما بالاخره همهٔ آن‌ها و در آخر آتنا به سوی او رفتند و با پیشنهاد آتنا برای جلب رضایت هرا گردنبندی از طلا و کهربا ساخته‌شد و توسط ایریس گردنبند را به هرا تقدیم کردند و این‌گونه بود که هرا به فرزندش ایلی‌ثیا اجازه‌داد که به بالین لتو برود؛ البته در برخی روایات گفته‌شده که ایریس ظاهراً گردنبند را به خود ایلی‌ثیا داده‌است و همان لحظه‌ای که الههٔ زایمان در آسمان دلس ظاهرشد، لتو نخستین فرزندش را به دنیا آورد.
- هرکول: زمانی‌که آمفیتروئون، همسر آلکمنه در خانه نبود زئوس که به آلکمنه پاکدامن علاقه‌مند بود خود را به شکل او درآورد و با آلکمنه هم‌بستر شد و هنگامی که آمفیتروئون به خانه بازگشت او نیز با آلکمنه هم‌بستر شد و هراکلس از نطفهٔ زئوس و ایفیکلس از نطفهٔ آمفیتروئون به وجود می‌آیند و در این زمان زئوس سوگند می‌خورد که فرزند او را فرمانروای میسین می‌کند و اینگونه دشمنی هرا با آلکمنه و هرکول شروع شد و به فرزندش ایلی‌ثیا امر می‌کند که به بالین آلکمنه برود و با پای بسته جلوی او بنشیند تا که هرکول متولد نشود اما بر اساس روایات فرزند دیگر آلکمنه هفت‌ماهه به دنیا آمده بود و طبق سوگندی که زئوس خورده‌بود او فرمانروای میسن شد اما دشمنی هرا با هرکول پایانی نداشت.[۵۴][۵۵]

هراکلس به معنای هدیهٔ هرا می‌باشد و در برخی روایات هرا، را مادر او می‌دانند نه آلکمنه، در روایتی آمده که زئوس هنگامی که هرا خواب بود هرکول را که مادری فانی داشت را جلوی سینهٔ او قرار داد تا از شیر او بنوشد و به همین خاطر هرا، را مادر او به‌شمار می‌آورند؛ اما آنچه که روایات می‌گویند، نشانگر آن است که خود هرا چنین حسی نسبت به هرکول نداشته، هرا زمانی که هرکول و برادرش بسیار کوچک بودند دو مار را به سوی آن‌ها می‌فرستد و هرکول در حالی که برادرش ایفیکس از ترس به گوشهٔ گهواره پناه برده‌است، با مارها می‌جنگد و آن‌ها را می‌کشد، گویی پهلوانی با او عجین بوده‌است و بعد زمانی که هرکول صاحب همسر و فرزند شد هرا او را به جنون کشید و هرکول اعضای خانواده‌اش را کشت و به سبب کاری که کرده‌بود مجبور شد برای کفارهٔ گناهش به خدمت اریسته در بیاید.
ائوروستئوس دوازده کار به هرکول داد که به دوازده‌خان هرکول معروف شد و هر خوان از خوان قبلی سخت‌تر بود و البته که در این حین باز هم هرا به کارهایش علیه هرکول ادامه داد و زمانی که هرکول مشغول مبارزه با هیدرا، اژده‌های نه سری که خود هرا آن را تربیت کرده بود، شد؛ خرچنگی را برای درگیر کردن ذهن هرکول فرستاد یا هنگامی که اوریسته از او خواست که کمربند ملکهٔ آمازون‌ها را برایش بیاورد هرا خود را به سان آمازون‌ها درآورد و با پخش‌کردن این خبر که هرکول قصد دارد خودِ ملکهٔ آمازون‌ها را بدزدد باعث شد که جنگی بین آمازون‌ها و سپاهی که هرکول گرد آورده‌بود درگیرد و با وجود آنکه هرکول موفق شد کمربند را به دست بیاورد اما افراد زیادی در این جنگ کشته شدند.
حسادت و خشم هرا هیچگاه فروکش نکرد، زیرا خشم او در پی هوس‌های زئوس بود، خشمی که باعث شد هرا تیتان‌ها را تحریک کند و زاگرئوس فرزند پرسفونه را بکشد، حسادتی که پس از تولد آتنا باعث شد هرا تایفون نامبارک را به دنیا آورد یا آنکه آلارای باردار به اعماق زمین فرستاده‌شود.

## توطئه علیه پادشاه خدایان
هنگامی که هرا از هوس‌بازی زئوس به تنگ‌آمد و کاسهٔ صبرش لبریز شد، به فکر انتقام افتاد و سه فرزند زئوس یعنی آتنا، آپولون و آرس را با خود هم‌دست کرد و هنگامی که زئوس به خواب رفته‌بود، هر چهار نفر به سوی او رفتند و او را با زنجیری طلایی بستند، هنگامی که زئوس از خواب بیدار شد خود را در بند و گرفتار دید. این وقفه در اعمال قدرت زئوس نزدیک بود موجب از هم پاشیدن دنیا و به‌هم خوردن نظم زمین و آسمان شود که تتیس همسر و مشاور زئوس از این اتفاق آگاه شد و با کمک ایگائون به کمک زئوس شتافت و او را از بند آزاد کرد.
در روایتی دیگر گایا که ناراضی و ناراحت از شکست غول‌ها توسط زئوس بود به سوی نوه‌اش هرا رفت و از زئوس شکایت کرد، هرا پس از شنیدن سخنان گایا به سوی پدرش کرونوس روانه شد و از او خواستار وسیله‌ای برای تنبیه زئوس شد و آنگاه کرونوس به او دو بیضه آغشته به نطفهٔ خود را داد و زمانی که هرا آن را در زمین کاشت، کوچک‌ترین فرزند گایا یعنی تایفون برای انتقام از زئوس رویید و پا به جهان گذاشت.
تایفون نه انسان بود و نه حیوان، او ترکیبی از هر دو بود، تایفون بلندتر از بلندترین کوه‌ها بود و سرش با ستارگان برخورد می‌کرد، دست‌های او مشرق و مغرب را فتح‌می‌کرد و در جای هر انگشت اژده‌هایی صد سر داشت و از چشم‌هایش آتش می‌بارید و نیم تنهٔ پایینش به شکل افعی بود، خدایان وقتی او را دیدند همگی به مصر گریختند.

## جنگ تروا
به مناسبت ازدواج پله و تتیس، جشنی برپا شد و همگان به آن جشن دعوت بودند جز اریس الههٔ نفاق، اریس که خشمگین و ناراحت شده‌بود سیبی زرین که روی آن نوشته شده‌بود «برای زیباترین» را به میان جمعیت انداخت و نزاعی میان سه الههٔ‌زیباروی المپی یعنی هرا ملکهٔ خدایان، آتنا الههٔ‌عقل و آفرودیته الههٔ‌عشق و زیبایی درگرفت و هنگامی که هیچ‌کدام از دریافت سیب منصرف نشدند، زئوس انتخاب زیباترین را به پاریس فانی سپرد.
سه الهه به سوی پاریس رفتند و وقتی پاریس آن‌ها را دید از جواب آن که کدام یک زیباترند بازماند زیرا هر سه به نوبهٔ خود زیباترین بودند، پس سه الهه هر یک وعده‌ای به او دادند؛ هرا ثروت و قدرت را وعده داد و آتنا عقل و هوش را اما پاریس هدیه آفرودیته که زیباترین زن دنیا بود را قبول کرد و سیب زرین را به او داد و از آن پس تروا و مردم آن مورد خشم آتنا و هرا قرار گرفتند و این خشم به حدی زیاد بود که ویرژیل هرا را دشمن قهّار تروا می‌داند.
در جنگ تروا که یونانیان نه سال تروا را محاصره کردند، هرا و آتنا به کمک یونانیان رفتند اما زئوس از دخالت آنان خشمگین شد و آنان را تهدید کرد و در شورایی که میان خدایان برپا شده‌بود زئوس خواستار این بود که بین یونانیان و مردم تروا صلح برقرار کنند اما بعد از این که هرا به او می‌گوید که اگر بگذارد تروا منهدم شود او نیز اجازه می‌دهد که زئوس موکنای، آرگوس و همچنین اسپارت را با خاک یکسان کند زئوس وسوسه می‌شود و بدین ترتیب جنگ تجدید می‌شود و در نهایت با پیروزی یونانیان آتنا و هرا انتقام کار پاریس را از تمام مردم تروا می‌گیرند.

## هرا و راه شیری

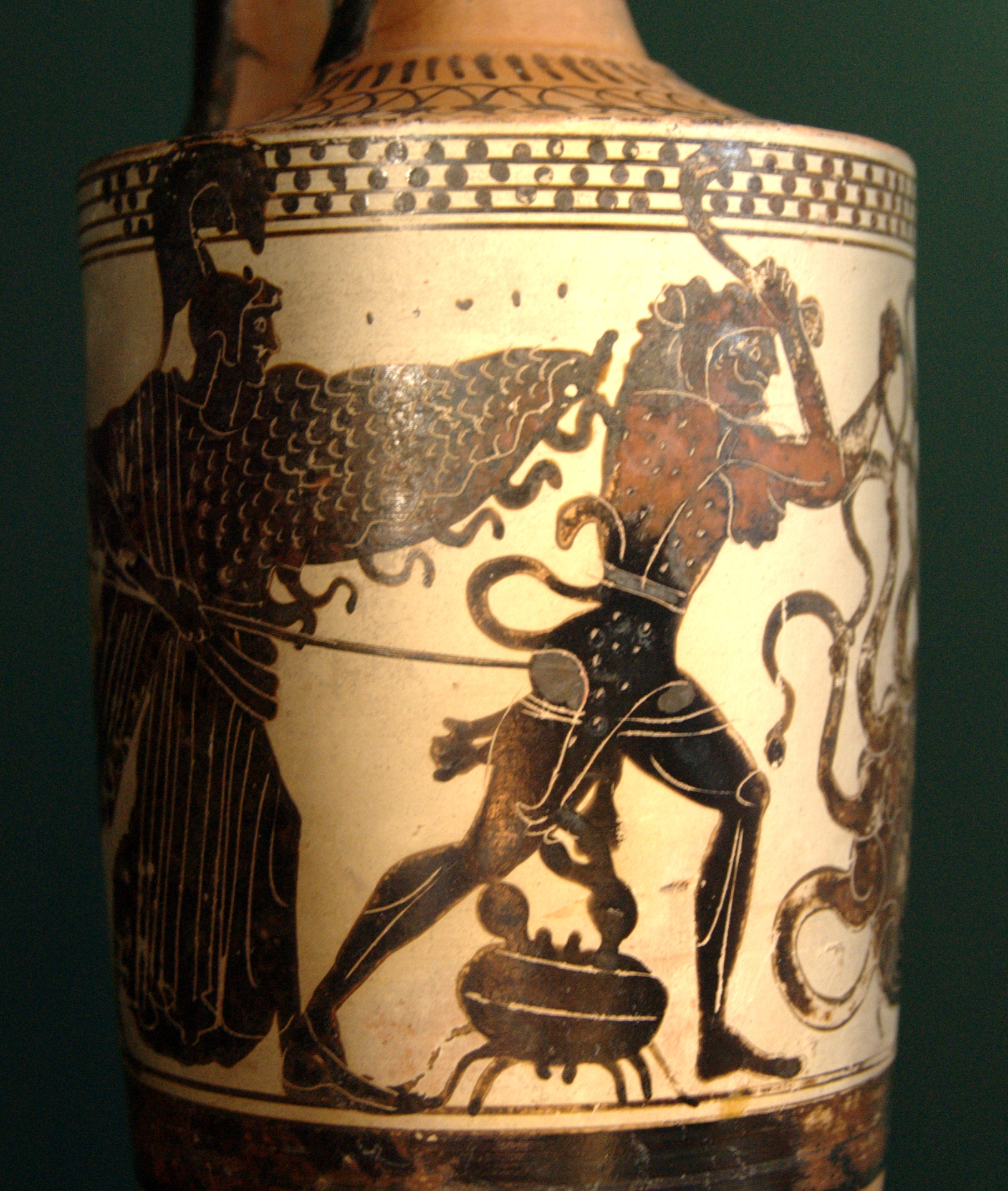
مبارزهٔ هرکول با هیدرا و مزاحمت خرچنگی که از جانب هرا فرستاده شده بود

هنگامی‌که هرا خواب بود، همسرش زئوس به‌طور مخفیانه هرمس و هراکلس را به خوابگاه هرا می‌آورد و سینهٔ هرا، را به دهان دو فرزندش می‌گذارد تا از شیر هرا بخورند، در این زمان هرکول هرا را به سختی گاز می‌گیرد و باعث می‌شود هرا از خواب بیدار شود.
هرا به محض بیدار شدن هرکول را به سویی می‌افکند و از خود دور می‌کند و شیری که از سینه‌او خارج می‌شود، در آسمان پخش شده و راه‌شیری یا کهکشان را به وجود می‌آورد.

### صورت‌های فلکی
- صورت فلکی خرچنگ: هنگامی‌که هرکول در خوان دوم درگیر مبارزه با هیدرا،[پ ۳۱] اژده‌های نه سر بود؛ هرا خرچنگی عظیم را فرستاد تا پای هرکول را چنگ بگیرد و حواس او را پرت کند از طرفی هرکول هر بار که سری از سرهای هیدرا را جدا می‌کرد، سر دیگری به جای سر قبلی درمی‌آمد. هرکول که با وجود خرچنگ نمی‌توانست هیدرا، را شکست‌دهد، خرچنگ را زیر پای خود خرد کرد و به کمک یولائوس هیدرا، را شکست‌داد و هرا به پاس کاری که آن خرچنگ برایش انجام داد و تلاشی که کرده‌بود، او را تبدیل به صورت فلکی خرچنگ کرد.[۶۸][۶۹]
- صورت فلکی طاووس: هنگامی که آرگوس چوپان گله هرا با حیلهٔ هرمس کشته شد، هرا به سبب وفاداری و خدمات او چشمانش را جدا نمود و بر پرهای طاووسی قرار داد و سپس او را تبدیل به صورت فلکی طاووس[پ ۳۲] کرد و در آسمان قرار داد.[۷۰]

## نخستین بازی المپیک
بیشتر افراد آغاز المپیک را با هرکول و بازی‌هایی که با سنت خاص زئوس بود می‌شناسند اما چنان‌که در فرهنگ اساطیر یونان ذکر شده این بازی‌ها نخستین بار به افتخار هرا همسر زئوس، الههٔ ازدواج و با سنت‌های خاص او توسط پلوپوس همسر هیپودامی برگزار شده‌است و بعد از آن بود که هرکول پس از تصرف شهر الیس و غلبه بر اوژیاس، سنت بازی‌های المپیک را زنده کرد اما این‌بار به جای سنت‌های خاص هرا از سنت‌های خاص زئوس در این مراسم استفاده کردند.